# Diecéze richmondská
Richmondská diecéze (latinsky Diœcesis Richmondiensis) je latinská církevní jurisdikce neboli diecéze katolické církve ve Virginii ve Spojených státech amerických. Je sufragánní diecézí metropolitní arcidiecéze Baltimore.
Současným biskupem diecéze je Barry C. Knestout, který byl jmenován papežem Františkem 5. prosince 2017.

## Statistiky
Richmondská diecéze zahrnuje celou střední a jižní Virginii, oblast Hampton Roads a východní pobřeží Chesapeake Bay. 
V roce 2022 v diecézi působilo 135 diecézních a řeholních kněží, kteří sloužili 226 674 katolíkům ve 138 farnostech a osmi misiích. Diecéze provozovala devět nemocnic a sedm zařízení pro seniory.

## Historie

### 1600 až 1800
Před americkou revolucí žilo v britské kolonii Virginie jen málo katolíků. Pokusy o založení katolických osad ve Virginii učinili lord Baltimore v roce 1629 a kapitán George Brent v roce 1687. V roce 1634 vykonával jezuitský společník reverenda Andrewa Whitea reverend John Altham misionářskou činnost mezi indiánskými kmeny žijícími na jižním břehu řeky Potomac.
Koloniální vláda Virginie brzy přijala přísné zákony proti praktikování katolicismu. V roce 1687 byli v Norfolku ve Virginii zatčeni reverendi Edmonds a Raymond za výkon kněžské služby. V poslední čtvrtině 18. století navštěvoval několik katolických osadníků u Aquia Creeku poblíž řeky Potomac reverend John Carroll a další jezuitští misionáři z Marylandu.

### 1800 až 1820
Po přijetí Virginského zákona o náboženské svobodě v roce 1786, který navrhl budoucí americký prezident Thomas Jefferson, získali katolíci v novém státě Virginie náboženskou svobodu. Reverend Jean Dubois, doprovázený několika francouzskými kněžími a doporučujícími dopisy markýze de Lafayette, přijel do Norfolku v srpnu 1791. V prosinci 1791 pozvalo virginské Valné shromáždění Duboise, aby sloužil mši v soudní síni nového virginského státního domu. Byla to první mše sloužená v Richmondu.
Budoucí americký prezident James Monroe hostil Duboise v Richmondu, dokud si tam nepronajal dům. Dubois si později otevřel školu, kde vyučoval francouzštinu, klasické předměty a aritmetiku. Guvernér Virginie Patrick Henry pomáhal Duboisovi s výukou angličtiny. Dva roky sloužil Dubois mše především v pronajatých místnostech nebo v domech několika richmondských katolických rodin.
Podle tradice měla Alexandrie v roce 1776 srubovou kapli s neznámým katolickým knězem. V roce 1794 v kapli působil reverend John Thayer z Bostonu. Reverend Francis Neale postavil v Alexandrii v roce 1796 zděný kostel a v roce 1811 zde postavil větší kostel. V Alexandrii často sloužili reverend Anthony Kohlmann a budoucí biskup Benedict Fenwick. 
Prvním katolickým kostelem v Norfolku byl kostel sv. Patrika z roku 1791. Jeho farníci byli uprchlíci, kteří utekli z Francie po francouzské revoluci v roce 1789. Je to nejstarší farnost v diecézi. Kolem roku 1796 začal reverend James Bushe stavět v Norfolku nový kostel. Po něm tam nastoupil budoucí arcibiskup Leonard Neale.

### 1820 až 1850
Dne 11. července 1820 papež Pius VII. zřídil richmondskou diecézi. Z baltimorské arcidiecéze vyňal celou Virginii (kromě dvou okresů v oblasti východního pobřeží) a dnešní Západní Virginii. Pius VII. jmenoval reverenda Patricka Kellyho jejím prvním biskupem. Po příjezdu do New Yorku v roce 1820 odcestoval Kelly do Baltimoru, aby se setkal s biskupem Ambrosem Maréchalem. Kelly o Maréchalovi napsal svému bratrovi:
Nepřijal mě vlídně a snažil se mě přesvědčit, že by bylo nebezpečné převzít můj stolec, ale jeho argumenty mě neuspokojily, a tak jsem 19. ledna dorazil do Norfolku.
V lednu 1821 se Kelly usadil v Norfolku, kde žilo více katolíků než u biskupského stolce v Richmondu. Během svého biskupského působení otevřel Kelly první katolickou školu v diecézi a věnoval se misijnímu úsilí. Kelly se brzy dostal do sporů s Maréchalem o jejich jurisdikci. Aby boje ukončil, jmenoval Pius VII. počátkem roku 1822 Kellyho biskupem diecéze Waterford a Lismore v Irsku. Dalších 18 let se v Richmondu žádný nový biskup neobjevil. 
Papež Řehoř XVI. jmenoval v roce 1840 novým biskupem richmondské diecéze reverenda Richarda Whelana. Od Kellyho odchodu v roce 1822 byla diecéze neobsazená. V tomto období se Richmond stal baštou politické strany Know-Nothing, známé svým protikatolickým fanatismem a násilím. Protože diecéze měla pouze šest kněží, obrátil se Whelan s žádostí o nábor kněží na Společnosti pro šíření víry v Paříži, francouzském Lyonu a rakouské Vídni. Založil také seminární kolej mimo Richmond, kde bydlel a vyučoval, kdykoli byl ve městě. Whelan také založil několik farností, misií a škol.
V roce 1848 Whelan požádal papeže Pia IX. o rozdělení richmondské diecéze na dvě diecéze, přičemž hranici tvořilo pohoří Allegheny. V roce 1850 papež Pius IX. zřídil diecézi Wheeling. Z richmondské diecéze vyňal celou Virginii na západ od Alleghenských hor a stát Pensylvánie. Pius IX. jmenoval Whelana biskupem nové diecéze a v Richmondu ho nahradil monsignorem Johnem McGillem z diecéze Bardstown. 

### 1850 až 1870
Když McGill v roce 1850 přišel do Richmondu, měla diecéze 7 000 katolíků, osm kněží a deset kostelů. V roce 1855 svolal první diecézní synodu. Během jeho působení byla Virginie zpustošena epidemiemi žluté zimnice a cholery. Pius IX. v roce 1858 převedl území Alexandrie do richmondské diecéze. Federální vláda v roce 1846 vrátila město Alexandrii zpět Virginii z distriktu Columbia.
Během americké občanské války si katolíci ve státech Konfederace nemohli kupovat katolické knihy vydané na Severu. Aby zaplnil tuto mezeru, napsal McGill knihy „Pravá církev naznačená tazateli“ ("The True Church Indicated to the Inquirer") a „Naše víra, vítězství“ ("Our Faith, the Victory"), která byla znovu vydána jako „Vyznání víry katolíků“ ("The Creed of Catholics"). Navštěvoval také válečné zajatce armády Unie ve věznici Libby v Richmondu a snažil se jim pomáhat, jak mohl. V roce 1867 přivedl McGill z Emmitburghu v Marylandu Milosrdné sestry, aby v diecézi zřídily školu. McGill zemřel v roce 1872 a Pius IX. jmenoval novým richmondským biskupem Jamese Gibbonse, tehdejšího apoštolského vikáře Severní Karolíny. Gibbons zůstal v Richmondu pět let, načež ho Pius IX. jmenoval koadjutorem arcibiskupem v Baltimore.
Začátek občanské války vedl ke vzniku státu Západní Virginie. Skládal se ze západních okresů Virginie, které se raději oddělily od Virginie, než aby se staly součástí odtržených Konfederovaných států amerických. Hranice nového státu mezi Virginií a Západní Virginií se však neshodovala s hranicí mezi diecézemi Wheeling a Richmond. Tato nesrovnalost přetrvala více než sto let. V roce 1868 papež Pius IX. zřídil novou diecézi Wilmington. V rámci této nové diecéze papež vyňal z richmondské diecéze dva okresy na východním pobřeží.

### 1870 až 1910

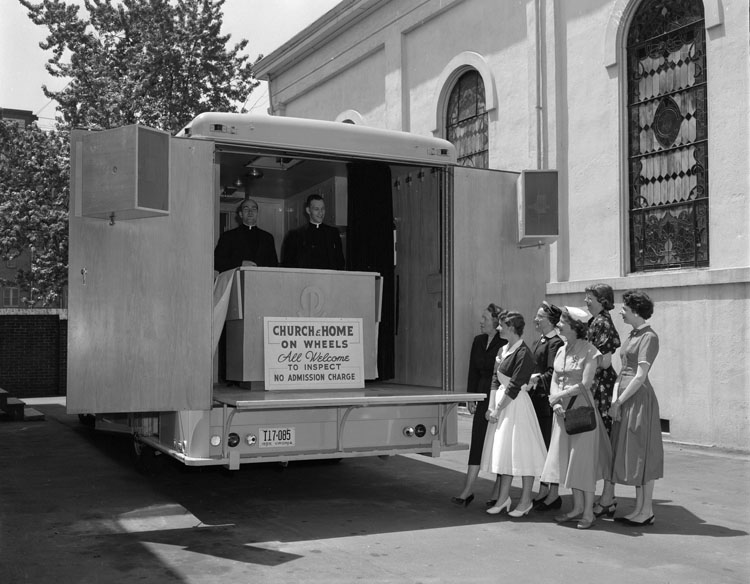
Katolický „kostel na kolečkách“ v Richmondu, 1955

Po McGillově smrti v roce 1872 jmenoval papež Lev XIII. novým richmondským biskupem reverenda Johna J. Keana z baltimorské arcidiecéze. Jako biskup Keane založil v diecézi katolické společenství Bratrstvo Ducha svatého. V roce 1880 vydal Příručku sodality pro potřeby služebníků Ducha svatého (A Sodality Manual for the Use of the Servants of the Holy Ghost). Navzdory odporu Keane založil v diecézi školy a kostely pro katolické Afroameričany. Oslovoval protestantské skupiny, aby je poučil o katolické církvi. V roce 1886 byl Keene jmenován rektorem Katolické univerzity v Americe ve Washingtonu. O dva roky později se vzdal funkce biskupa, aby mohl na plný úvazek sloužit jako rektor. 
V roce 1889 jmenoval Lev XIII. monsignora Augustina Van de Vyvera biskupem richmondské diecéze. V roce 1901 věnoval filantrop Thomas Ryan a jeho manželka téměř 500 000 dolarů na koupi pozemku a stavbu nové katedrály Nejsvětějšího srdce Páně v Richmondu. Ta byla vysvěcena v roce 1906. Během svého biskupského působení Van de Vyver otevíral nové řeholní kongregace, školy a další katolické instituce. S pomocí dárce otevřel Van de Vyver průmyslovou školu pro afroamerické chlapce v Rock Castle ve Virginii. Kateřina Drexelová, matka představená sester Nejsvětější svátosti, otevřela školu pro afroamerické dívky.
V srpnu 1902 napsal reverend Joseph Anciaux, belgický josefitský kněz ve Virginii, dopis Kongregaci pro propagandu v Římě, v němž odsoudil souhlas americké katolické hierarchie s rasovou segregací ve Spojených státech. Označil ji za radikální a nekatolickou politiku a osobně obvinil Van de Vyvera z bázlivosti tváří v tvář „nenávistníkům černochů“. V říjnu 1902 přinutil Van de Vyver Anciauxe opustit diecézi.

### 1910 až 2000
Po Van de Vyverově smrti v roce 1911 jmenoval papež Pius X. novým richmondským biskupem pomocného biskupa Denise J. O'Connella z arcidiecéze San Francisco. První farnost ve Virginia Beach, Star of the Sea, byla založena v roce 1915. 
V roce 1926 O'Connell rezignoval kvůli špatnému zdravotnímu stavu a papež Pius XI. jmenoval na jeho místo pomocného biskupa Andrewa Brennana ze scrantonské diecéze. V roce 1929 na Brennanův návrh založila Společnost svatého jména v Richmondu Katolickou laickou ligu Virginie. Ta vznikla jako protiváha proudu protikatolického fanatismu a dezinformací v médiích a od některých protestantských duchovních.
V roce 1935 jmenoval Pius XI. monsignora Petera Iretona z Baltimoru Brennanovým pomocníkem jako biskupa koadjutora richmondské diecéze, kterým byl Ireton deset let. Když Brennan v roce 1945 rezignoval, Ireton ho automaticky vystřídal na postu richmondského biskupa. Během svého působení ve funkci biskupa Ireton založil 42 farností, vybudoval 24 škol a zvýšil počet katolických obyvatel z 37 000 na 147 000.
Ireton zemřel v roce 1958 a Pius XI. jmenoval na jeho místo biskupa Johna Russella z diecéze Charleston. Při provádění reforem II. vatikánského koncilu Russell v roce 1963 zřídil diecézní komisi pro ekumenické záležitosti a v roce 1966 diecézní pastorační radu a kněžskou radu. Jako zastánce občanských práv nechal rodiče budoucích studentů richmondských katolických škol vyslýchat kvůli známkám rasismu.
V roce 1970 papež Pavel VI. jmenoval monsignora Waltera Sullivana pomocným biskupem v Richmondu. Když Russell v roce 1973 rezignoval, papež jmenoval Sullivana novým biskupem. V roce 1974 Pavel VI. stanovil současné hranice richmondské diecéze:
- Dva okresy na východním pobřeží, které byly v roce 1868 postoupeny diecézi Wilmington, byly převedeny zpět do richmondské diecéze.
- Zřízením nové diecéze Arlington, která převzala severní Virginii z richmondské diecéze.
- Přesunutí hranice mezi diecézemi Richmond a Wheeling tak, aby odpovídala státní hranici mezi Virginií a Západní Virginií.[18]

V roce 1977 Sullivan založil společnou katolickou a episkopální farnost Svatých apoštolů ve Virginia Beach. Kostel měl oddělené oltáře pro obě denominace. V témže roce založil diecézní komisi pro sexuální menšiny, aby oslovila katolíky LGBTQ+.

### 2000 až současnost
V červenci 2003 zažalovala diecézi Carole Kahwajyová za pomluvu (difamace) o 14 milionů dolarů. Ředitelka školy svatého Benedikta v Richmondu, kterou diecéze propustila v lednu 2002. Kahwajyová uvedla, že diecézní úředníci rozšířili zprávu, že kryla sexuální zneužívání chlapců ve škole reverendem Johnem Heschem. Tvrdila také, že podle diecéze sexuálně zneužívala chlapce ve škole a měla sexuální vztah s jiným knězem.
V roce 2003, po 33 letech ve funkci biskupa, odešel Sullivan do důchodu. Papež Jan Pavel II. jmenoval v roce 2004 jeho nástupcem biskupa Francise X. DiLorenza z diecéze Honolulu. Po svém uvedení do úřadu DiLorenzo obnovil činnost diecézní liturgické komise, aby zajistil kontrolu nad všemi prohlášeními a dokumenty, které v diecézi vydávají duchovní. DiLorenzo poslal do nuceného důchodu reverenda Thomase J. Quinlana, faráře katolického kostela Svaté rodiny ve Virginia Beach, protože v minulosti používal během mše urážlivé výrazy. Situace vyvrcholila tím, co DiLorenzo označil za svatokrádežnou zmínku o Marii, Ježíšově matce, kterou Quinlan pronesl během štědrovečerní mše.
DiLorenzo se přestěhoval z Cathedral Place v Richmondu do Midlothianu. Někteří katolíci vznesli nad tímto krokem pochybnosti a považují jej za způsob, jak se distancovat od svého stáda. DiLorenzo však odpověděl, že je od diecézních úřadů vzdálen pouhých 25 minut a že přestěhování ušetřilo diecézi peníze: „Potřebuji bydlet sám v třípatrové budově? Myslím, že ne.“ Třípatrový dům byl přeměněn na kanceláře pro pracovníky v budově, kterou si diecéze pronajímala za 35 000 dolarů ročně. „Ušetřili jsme třicet a něco tisíc ročně,“ řekl DiLorenzo, “a já jsem se přestěhoval do Midlothianu, na velmi klidné místo.“ 
V roce 2013 diecéze zaznamenala nárůst počtu seminaristů připravujících se na kněžství. Podle Michaela Boehlinga byl typickým kandidátem člověk ve věku mezi 20 a 30 lety, který vystudoval vysokou školu v oboru historie, přírodních věd nebo matematiky. „„Jsou to výmluvní a bystří, na svůj věk zralí jedinci“.
Soudce v roce 2016 zamítl žalobu podanou bývalým zaměstnancem diecéze. Diecéze zaměstnala Johna Murphyho jako výkonného ředitele Domova svatého Františka v Richmondu. Diecéze ho propustila o týden později poté, co se dozvěděla, že žije v manželství osob stejného pohlaví. Murphy požádal o propuštění poté, co se s diecézí dohodl na vyrovnání.
DiLorenzo ukončil činnost diecézní komise pro sexuální menšiny, kterou jeho předchůdce založil v roce 1977. DiLorenzo zvýšil počet sdružených farností. Přizval také konzultanty, aby přezkoumali některá diecézní oddělení a komise, které by mohly být zrušeny. DiLorenzo odešel do důchodu v roce 2017. Jeho nástupcem ve funkci biskupa se stal pomocný biskup Barry C. Knestout z washingtonské arcidiecéze, jmenovaný papežem Františkem v roce 2017. 
V lednu 2019 dal Knestout svolení episkopální diecézi Jižní Virginie, aby využila katolický kostel sv. Bedy ve Williamsburgu pro vysvěcení reverendky Susan B. Haynesové na novou biskupku. Episkopální diecéze neměla vlastní katedrálu a místa pro svatořečení a další akce obvykle střídala. Oznámení se setkalo s odporem některých katolíků, kteří měli námitky proti konání nekatolické bohoslužby a biskupského svěcení ženy v katolickém kostele. Více než 3 000 lidí podepsalo internetovou petici odsuzující tuto akci. O dva dny později diecéze Jižní Virginie oznámila, že Haynesové svěcení bude konat jinde.

### Sexuální zneužívání
V březnu 1994, po sebevražedné smrti 21letého muže, poslali jeho rodiče diecézi žádost, aby se reverend John Hesch neúčastnil pohřební mše. Tato žádost vyvolala vyšetřování diecéze, které odhalilo obvinění zesnulého muže, že ho Hesch v 80. letech, kdy byl studentem školy svatého Benedikta, sexuálně obtěžoval. Když se Hesch v červnu 1994 vrátil z cesty do Evropy, Sullivan ho s obviněními konfrontoval. Později téhož dne Hesch spáchal sebevraždu. 
V červenci 1994 uvedla bývalá učitelka ze školy svatého Benedikta Jacqueline M. Mishkelová, že ona a další učitelka nahlásily Hesche diecézi v roce 1985. Mishkelová uvedla, že jí chlapci řekli, že během Heschových hodin sexuální výchovy nechal chlapce osahávat svůj obnažený penis. Řekla, že diecéze jí řekla, že Hesch bude poslán na vyšetření, ale nic se nestalo.
Podle zprávy generálního prokurátora o sexuálním zneužívání dětí v baltimorské arcidiecézi z roku 2023 oznámili v dubnu a srpnu 1996 dva muži richmondské diecézi, že je v letech 1980–1982 jako mladistvé sexuálně zneužíval reverend John Bostwick III. Během výletů s chlapci Bostwick osahával genitálie jednoho z nich a o totéž se pokusil i s druhým chlapcem. Biskup Sullivan v listopadu 1996 Bostwicka, který tehdy sloužil v Louisianě, suspendoval a nařídil mu, aby navštěvoval léčebné zařízení, což Bostwick odmítl. Do služby se Bostwick nikdy nevrátil.
V únoru 2019 Knestout zveřejnil seznam 42 kněží, kteří byli „věrohodně a podloženě“ obviněni ze sexuálního zneužívání. Seznam zahrnoval obvinění z období od 50. let 20. století do roku 1993. Na seznamu byl uveden biskup Carroll Dozier z diecéze Memphis, který byl obviněn ze spáchání sexuálního zneužívání v době, kdy sloužil v diecézi Richmond.
V roce 2019 Knestout nařídil Marku Whiteovi, aby pod hrozbou propuštění z kněžského stavu zrušil svůj blog. White kritizoval postup církevní hierarchie v krizi sexuálního zneužívání dětí. Mezi jeho terče patřili bývalý kardinál Theodore McCarrick, u něhož Knestout působil jako kněžský sekretář, a kardinál Donald Wuerl, s nímž Knestout spolupracoval jako pomocný biskup. V květnu 2020 Knestout odvolal Whitea z jeho farnosti a vykázal ho z farní rezidence. Knestout nařídil Whiteovi, aby se usadil v rekolekčním centru a ujal se služby vězňům. V červnu 2020 Vatikán zamítl Whiteovo odvolání proti Knestoutovu dekretu z formálních důvodů. V roce 2021 White uvedl, že Knestout žádá Vatikán o jeho laicizaci.
V říjnu 2020 richmondské noviny odhalily, že diecéze zaplatila 6,3 milionu dolarů za urovnání 51 z 68 stížností na sexuální zneužívání. V červenci 2021 diecéze přidala další čtyři jména na seznam duchovních s věrohodnými obviněními ze sexuálního zneužívání.

## Biskupové
1. Patrick Kelly (1820–1822), jmenován biskupem ve Waterfordu a Lismore
2. Richard Vincent Whelan (1841–1850), jmenován biskupem Wheelingu
3. John McGill (1850–1872)
4. James Gibbons (1872–1877), jmenován arcibiskupem baltimorským (v roce 1886 povýšen na kardinála)
5. John Joseph Keane (1878–1888), jmenován rektorem Katolické univerzity v Americe (Catholic University of America) a arcibiskupem v Dubuque
6. Augustine Van de Vyver (1889–1911)
7. Denis Joseph O'Connell (1912–1926)
8. Andrew James Louis Brennan (1926–1945)
9. Peter Leo Ireton (1945–1958)
10. John Joyce Russell (1958–1973)
11. Walter Francis Sullivan (1974–2003)
12. Francis Xavier DiLorenzo (2004–2017)
13. Barry Christopher Knestout (2018 – současnost)

### Pomocní biskupové z Richmondu
- Joseph Howard Hodges (1952–1961), jmenován biskupem Wheelingu
- Ernest Leo Unterkoefler (1962–1964), jmenován biskupem Charlestonu
- James Louis Flaherty (1966–1975)
- Walter Francis Sullivan (1970–1974), jmenován biskupem zde
- David Edward Foley (1986–1994), jmenován biskupem Birminghamu

### Další diecézní kněží, kteří se stali biskupy
- Francis Janssens, v roce 1881 jmenován biskupem v Natchezu a později arcibiskupem v New Orleans
- Vincent Stanislaus Waters, v roce 1945 jmenován biskupem v Raleighu
- Carroll Thomas Dozier, jmenován biskupem memphiským v roce 1970
- Antons Justs (zde kněz, 1962–1974), v roce 1995 jmenován biskupem v Jelgavě, Lotyšsko

## Významné osobnosti
- Francis J. Parater (1897–1920), seminarista a kandidát na svatořečení

## Kolumbovi rytíři
Kolumbovi rytíři mají v richmondské diecézi několik společenství. Jednou z jejich nejznámějších aktivit je sbírka KOVAR, která vybírá peníze pro obyvatele Virginie s mentálním postižením.

## Vzdělávání
V roce 2022 měla richmondská diecéze devět středních škol s počtem studentů vyšším než 1800 a 24 základních škol s počtem studentů vyšším než 6500.

### Vyšší vzdělávání
Bon Secours Memorial College of Nursing – Henrico

### Střední školy
- Benedictine College Preparatory – Goochland
- Blessed Sacrament Huguenot Catholic School – Powhatan
- Cardinal Newman Catholic Academy – Bon Air
- Catholic High School – Virginia Beach
- Cristo Rey Richmond High School – Richmond
- Peninsula Catholic High School – Newport News
- Roanoke Catholic School – Roanoke
- Saint Gertrude High School – Goochland
- St. Vincent de Paul Virtual Academy – Newport News. It is administered by Peninsula Catholic High School
- Walsingham Academy – Williamsburg

### Uzavřené školy
Holy Cross Regional Catholic School – Lynchburg

### Nižší školy
Richmondská diecéze zastřešuje další katolické vzdělávací instituce po celé Virginii, které jsou spravovány různými farnostmi, řeholními řády a soukromými laickými skupinami.